# Microregione di Bacia de São João
Bacia de São João è una microregione dello Stato di Rio de Janeiro in Brasile, appartenente alla mesoregione di Baixadas Litorâneas.

## Comuni
Comprende 3 municipi:
- Casimiro de Abreu
- Rio das Ostras
- Silva Jardim